# Americain
Americain, född 22 april 2005, död 14 juni 2022, var ett engelskt fullblod, mest känd för att ha segrat i Melbourne Cup (2010).

## Bakgrund
Americain var en brun hingst efter Dynaformer och under America (efter Arazi). Han föddes upp av Wertheimer et Frère och ägdes av G T Ryan, K L Bamford och C O Bamford. Han tränades under sin tävlingskarriär av Alain de Royer-Dupré i Frankrike och senare av David A. Hayes i USA.

## Karriär
Americain tävlade mellan 2007 och 2012, och sprang in 5 780 679 dollar på 34 starter, varav 11 segrar, 4 andraplatser och 4 tredjeplatser. Han tog karriärens största segrar i Zipping Classic (2011), Moonee Valley Cup (2011), Prix de Reux (2011), Melbourne Cup (2010), Geelong Cup (2010), Prix Kergorlay (2010) och Prix Vicomtesse Vigier (2009).
Americain köptes i februari 2010 av Ryan och Bamford efter att han segrat i ett grupp 2-löp i Frankrike, men misslyckats med sin satsning i USA. Med fyra raka segrar startade han i Melbourne Cup, och segrade med 2 och en halv längd. Han blev därmed den första fransktränade hästen att segra i löpet.

### Som avelshingst
Efter en kort tävlingssäsong 2012 stallades Americain upp som avelshingst på Swettenham Stud i Victoria. Efter en olycka i sin hage där han bröt benet, avlivades Americain den 14 juni 2022.